# 769
Вижте пояснителната страница за други значения на 769.

## Събития
Хан Крум се възкачва на престола.